# 岡津陣屋
岡津陣屋（おかづじんや）は、神奈川県横浜市泉区岡津町（相模国鎌倉郡）にあった陣屋。岡津代官所とも称する。付近の天領支配のために設けられた。

## 概要
陣屋は、江戸幕府の代官頭であった彦坂元正によって、大山街道（柏尾通り大山道）に沿った、阿久和川の右手の丘陵部分に築かれた。この地点は相模国・武蔵国の国境に接した場所で、かつて後北条氏の出城であった岡津城址に築かれた構えを利用している。子易川と阿久和川を利用し、堀が南と西に巡り、東側には比較的高い土塁があり、北側には大規模な空堀により、四方が堅められていた。
岡津に陣屋を置き在地支配の拠点としたのは、鎌倉という街と宗教権門勢力を押え、さらに江戸の南、東海道を押さえる目的であったと思われる。
彦坂元正は慶長11年（1606年）息子共々改易され、この陣屋も一代限りで廃止となり、その後は旗本黒田氏の知行地となった。現在では横浜市立岡津小学校の校地となっている。